# Parc de Bercy
Parc de Bercy er en gruppe af tre forbundne haver i 12. arrondissement i Paris. Det samlede areal er på omkring 14 hektar, og de nærmeste metrostationer er Cour Saint-Émilion og Bercy.
De tre haver er skabt i perioden 1993-97 og betegnes henholdsvis "Den romantiske have", "Blomsterbedet" og "Engene". "Den romantiske have" er præget af fiskedamme og sandområder, "Blomsterbedet" har fokus på planter i bred forstand, mens "Engene" har store græsområder med høje skyggende træer.